# Plantegumia venezuelensis
Plantegumia venezuelensis là một loài bướm đêm trong họ Crambidae.